# Ficus allutacea
Ficus allutacea är en mullbärsväxtart som beskrevs av Carl Ludwig von Blume. Ficus allutacea ingår i släktet fikonsläktet, och familjen mullbärsväxter. Inga underarter finns listade i Catalogue of Life.